# Tasiocera (Dasymolophilus) halesus
Tasiocera (Dasymolophilus) halesus is een tweevleugelige uit de familie steltmuggen (Limoniidae). De soort komt voor in het Palearctisch gebied.